# レヴァント (イタリア)
レヴァント(イタリア語: Levanto [ˈlɛːvanto])は、イタリア共和国リグーリア州ラ・スペツィア県にある、人口約5,300人の基礎自治体（コムーネ）。レーヴァントとも。

## 地理

### 位置・広がり

#### 隣接コムーネ
隣接するコムーネは以下の通り。
- ボナッソーラ
- ボルゲット・ディ・ヴァーラ
- カッローダノ
- フラムーラ
- モンテロッソ・アル・マーレ
- ピニョーネ

### 地震分類
イタリアの地震リスク階級 (it) では、3 に分類される
。

## 行政

### 分離集落
レヴァントには、以下の分離集落（フラツィオーネ）がある。
- Casella, Chiesanuova, Dosso, Fontona, Fossato, Groppo, Lavaggiorosso, Le Ghiare, Legnaro, Lerici, Lizza, Mesco, Montale, Pastine, Ridarolo, San Gottardo, Vignana

## 文化・観光
「スローシティ」加盟都市である。